# Contenção química
Contenção química' constitui-se no uso de medicamentos para auxiliar no controle de sintomas associados a uma condição psicológica ou psiquiátrica subjacente. Esta abordagem deve ser baseada em princípios da Lei de Saúde Mental (em Portugal) ou na Lei 10.216 de 06 de Abril de 2001 (no Brasil). 
As leis de Saúde Mental prevêem que qualquer procedimento realizado em um indivíduo "incapaz" deve ser realizado no melhor interesse deste indivíduo. 
Qualquer forma de contenção só deve ser considerada em situações nas quais outras medidas foram consideradas exaustivamente ou não produziram o resultado esperado. A contenção química é o uso de medicamentos com o propósito de aliviar ou manejar sintomas ou comportamentos associados a condições subjacentes. Uso inapropriado de qualquer forma de contenção pode constituir abuso ou negligência.
Em geral, contenções só podem ser realizadas em instituições apropriadas, com uma equipe multidisciplinar e princípios de utilizar o mínimo de restrições e apenas com o objetivo de prevenir danos ao indivíduo ou a outros. O paciente deve ser monitorizado constantemente e registros devem ser realizados dos atos de contenção. 
Contenções químicas sempre devem ser realizadas sob a supervisão de um responsável médico. 